# 圣隆莱米讷
圣隆莱米讷（法語：Saint-Lon-les-Mines，法語發音：[sɛ̃ lɔ̃ le min]）是法国朗德省的一个市镇，属于达克斯区。

## 地理
圣隆莱米讷（43°36'51"N, 1°7'35"W）面积21.82 平方千米，位于法国新阿基坦大区朗德省，该省份为法国西南部沿海省份，是法國本土面积第二大的省，北起吉倫特省，西临大西洋，南至大西洋比利牛斯省，东临热尔省，东北与洛特-加龍省接壤。
与圣隆莱米讷接壤的市镇（或旧市镇、城区）包括：贝吕斯、卡尼奥特、厄加斯、奥里斯特、奥尔特维耶勒、拉讷港、圣艾蒂安多尔特、谢斯。

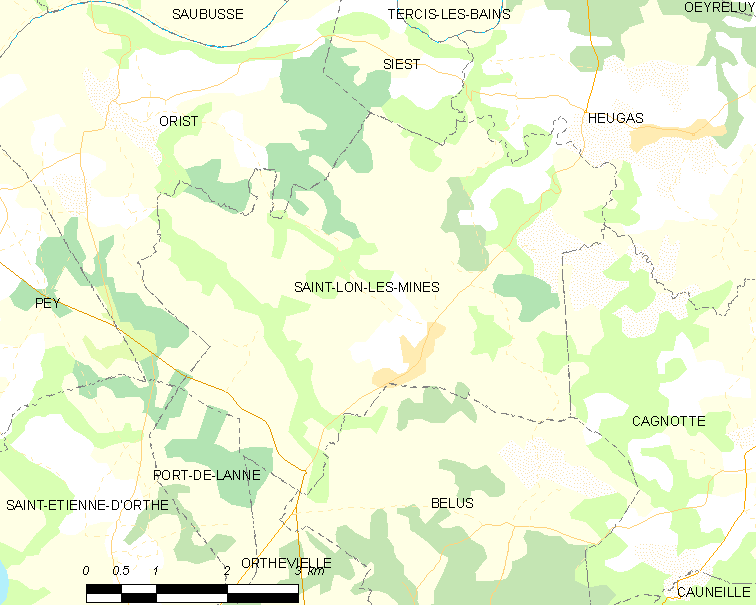
圣隆莱米讷的OSM定位图

圣隆莱米讷的时区为UTC+01:00、UTC+02:00（夏令时）。

## 行政
圣隆莱米讷的邮政编码为40300，INSEE市镇编码为40269。

## 政治
圣隆莱米讷所属的省级选区为奥尔特-阿里冈县。

## 人口

1962-2008年间圣隆莱米讷人口变化图示

圣隆莱米讷于2022年1月1日时的人口数量为1242人。